# Grylloblatta sculleni
Grylloblatta sculleni är en insektsart som beskrevs av Gurney 1937. Grylloblatta sculleni ingår i släktet Grylloblatta och familjen Grylloblattidae. Inga underarter finns listade i Catalogue of Life.